# Timea fasciata
Timea fasciata är en svampdjursart som beskrevs av Topsent 1934. Timea fasciata ingår i släktet Timea och familjen Timeidae. Inga underarter finns listade i Catalogue of Life.